# Zangeki no Reginleiv
Zangeki no Reginleiv (斬撃のREGINLEIV?) è un videogioco d'azione sviluppato da Sandlot e pubblicato nel 2010 da Nintendo per Wii. Il gioco è stato annunciato nel 2008 con il titolo provvisorio di Dynamic Zan.
Due personaggi del gioco compaiono come trofei in Super Smash Bros. per Wii U e come spiriti in Super Smash Bros. Ultimate.